# Варданян, Вардан Наапетович
Варда́н Наапе́тович Варданя́н (арм. Վարդան Նահապետի Վարդանյան; род. 29 ноября 1955, Ереван) — политический и государственный деятель Армении, с 8 июня 2007 года министр градостроительства.

## Биография
- 1976—1982 — окончил Армянский сельскохозяйственный институт
- 1973—1975 — Ереванский релейный завод — слесарь.
- 1976—1978 — завод «Пожтехника» Ереванского добровольного пожарного общества — электрик.
- 1979—1981 — Абовянский завод «Сириус» — экономист-нормировщик.
- 1981—1983 — инструктор орготдела исполнительного комитета Котайкского районного совета.
- 1983—1991 — директор Аринджского совхоза Котайкского района.
- 1991—1995 — первый заместитель председателя Котайкского районного совета.
- 1996—1998 — директор д/п №2 водоканала Ереванской мэрии.
- 1998—2003 — первый заместитель генерального директора Ереванского аэропорта «Звартноц».
- 2003—2007 — советник губернатора Котайкской области.
- С июня 2007-2012 — министр градостроительства Республики Армения.

Избран от регионального списка партии Процветающая Армения в 2018 году.